# Nero d'avola

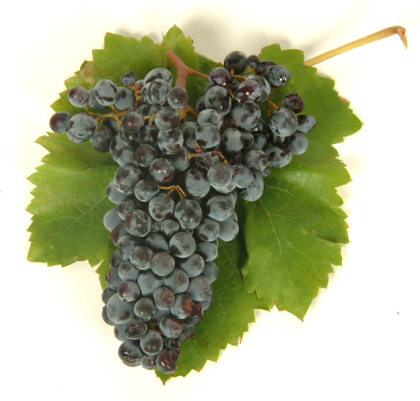
Nero d’Avola

Nero d'avola (wł. "czerń z Avoli") jest czerwoną odmianą winorośli, przypuszczalnie pochodzącą z Sycylii i popularną
w południowych Włoszech. Miejscowi nazywają ją często "Principe Siciliano" (sycylijski książę).
Powierzchnia upraw obejmuje ok. 14 000 ha. Nero d’avola jest główną odmiana uprawianą na Sycylii. Nazwa pochodzi od miasta Avola na południu wyspy. Znana jest także pod nazwą calabrese,
sugerującą pochodzenie z Kalabrii, ale spotykana jest tam rzadko. Odmiana lubi gorący i suchy klimat, mimo to pojedyncze poletka można spotkać nawet w Szwajcarii (0,1 ha, stan na 2007). Największym uznaniem cieszą się jednak wina sycylijskie, z okolic Noto (m.in. Buonivini, Bufalefi i Maccari) oraz Pachino w prowincji Syrakuzy.
Nero d’avola zwykle była bazą dla cuvées z francuskimi odmianami cabernet sauvignon, merlot i syrah. W ostatnich latach coraz częściej produkuje się wina o stuprocentowej zawartości nero d’avola, na bazie winogron o świadomie ograniczanych zbiorach, dla osiągnięcia większej gęstości aromatu. Wino jest przeważnie intensywnie
ciemnoczerwone, niemal przechodzące w czerń (stąd nero w nazwie) i skoncentrowane, o miękkich taninach i kwasowości pozwalającej na starzenie. Charakterystyka porównywalna jest z shirazami z Nowego Świata.
Czasami dla określenia odmiany używa się nazw calabrese de calabria i calabrese d'avola.